# Oleksandrivka, Șîroke
Oleksandrivka (în ucraineană Олександрівка) este localitatea de reședință a comunei Oleksandrivka din raionul Șîroke, regiunea Dnipropetrovsk, Ucraina.

## Demografie
Componența lingvistică a localității Oleksandrivka
     Ucraineană (93,68%)
     Rusă (5,22%)
     Alte limbi (1,03%)
Conform recensământului din 2001, majoritatea populației localității Oleksandrivka era vorbitoare de ucraineană (93,68%), existând în minoritate și vorbitori de rusă (5,22%).